# Saeb-Mausoleum
Das Saeb-Mausoleum (persisch آرامگاه صائب, DMG Ārāmgāh-e Ṣā’eb, IPA:ɑɾɑmɡɑh ɛ sɑɛb) befindet sich in Isfahan, Iran. Das Mausoleum ist die Grabstätte Sa'eb Tabrizis, des berühmten persischen Lyrikers des 17. Jahrhunderts. Er stammte möglicherweise von Schams-e Tabrizi, dem spirituellen Lehrer Dschalal ad-Din ar-Rumis, ab. Der Vater Saebs war ein berühmter Kaufmann in Täbris. Als Isfahan Hauptstadt wurde, zog er mit seiner Familie dorthin. Er versuchte lange den Ehrentitel Malek osch-Schoara (von arabisch ملك الشعاراء, DMG Maliku š-Šu‘ārā’ ‚König der Dichter‘, Poet Laureate) vom Hofe Abbas I. zu bekommen, aber er hatte damit keinen Erfolg und emigrierte nach Indien. Dort wurde er berühmt. Nach seiner Rückkehr nach Isfahan in der Ära Abbas II. wurde er herzlich willkommen geheißen und erhielt den ersehnten Titel Malek osch-Schoara.
Das Mausoleum gehört baugeschichtlich der Pahlavi-Ära an, aber der Grabstein datiert aus dem Jahre 1676. Auf dem Grabstein ist das Datum 1087 der islamischen Zeitrechnung erwähnt.